# Smile (banda)
Smile fue una banda de rock inglesa formada en 1968 por Brian May (guitarra) y Tim Staffell (voz y bajo).
Ambos músicos formaron la banda cuando iban a la universidad. Como necesitaban un baterista pusieron avisos en la universidad y, luego de varias audiciones, eligieron a Roger Taylor para convertirse en el baterista oficial del grupo, y también en gran amigo de Brian May.
Entre finales de 1968 y la primera mitad de 1969 dieron diversos conciertos en lugares como el Imperial College o en Truro, de donde provenía Roger, siendo teloneros de grupos como Pink Floyd, Yes y The Troggs. También actuaron en el Royal Albert Hall junto a Free, Joe Cocker y Bonzo Dog Doo-Dah Band. 
En junio de 1969 Smile grabó tres temas en los estudios Trident de Londres: "Earth" y "Step On Me", que fueron lanzados como el único sencillo del grupo y solo en EE. UU. en agosto del mismo año. El tercer tema, "Doin' Alright", fue escrito por Tim y Brian y luego regrabado por Queen para su álbum debut (aunque en él la canción se rebautizó "Doing All Right"). En julio de 1969 realizan otro concierto en Truro, antes de entrar a los De Lane Lea Studios para grabar tres nuevos temas: "April Lady", "Polar Bear" y "Blag", este último con los primeros atisbos de lo que posteriormente sería "Brighton Rock" del álbum de Queen Sheer Heart Attack. Smile realizó solo dos conciertos más antes de que Tim abandonara el grupo en marzo de 1970 para unirse al grupo Humpy Bong, ya que decía que yendo a universidades y tabernas no llegarían a nada. Esto dejó la puerta para que Freddie Mercury se uniera a Brian y Roger y naciera Queen, y en el transcurso de un año se completara la formación definitiva con la llegada de John Deacon.
En 1982, 12 años después de la desintegración del grupo se lanzó al mercado japonés una recopilación de los 6 temas grabados por Smile. 
Otros 10 años después, en 1992, Tim Staffell se unió al concierto dado por la banda de Roger, The Cross, en el Marquee Club de Londres el 21 de diciembre. Al día siguiente se unió en un segundo concierto Brian, reuniendo después de 23 años desde la última presentación a Smile por completo. Interpretaron dos temas: "Earth" y "If I Were A Carpenter".
Cinco años más tarde se lanzó el disco en CD Ghost Of A Smile, con los 6 temas de Smile. Finalmente en 2003 Tim Staffell y Brian May grabaron nuevamente "Earth" y "Doing Alright" para el disco solista de Staffell.
En 2018, con el lanzamiento de la película biográfica de Freddie Mercury y su interacción con Queen; Bohemian Rhapsody, se supo que la etapa de Smile se vería reflejada en pantalla. Luego, durante la posproducción de la cinta, May, Taylor y Staffell se reunieron en los estudios Abbey Road, para regrabar Doin' Alright. Según Staffell, Brian May se sintió insatisfecho con la interpretación del actor que hace de Staffell diciendo "Fui a Abbey Road y doblé algunas partes cantando ‘Doin’ Alright’. Intentamos que sonara más a Smile, y creo que funcionó. Lo hicimos un poco más agresivo, más crudo; que se pareciera más al sonido de la época en que se grabó, a pesar de que la mayoría de las pistas sean de la versión de Queen”. Además, la canción fue compilada en la banda sonora de la película.

## Canciones
- "Earth" (Staffell)
- "Step On Me" (Staffell/May)
- "Doin' Alright" (Staffell/May)
- "Blag" (Taylor)
- "Polar Bear" (May)
- "Silver Salmon" (Staffell)
- "See What A Fool I've Been" (May)
- "If I Were a Carpenter" (Tim Staffel)
- "April Lady" (Taylor/May)